# Fidel Chaves
Fidel Chaves de la Torre (Minas de Riotinto, 27 de octubre de 1989), conocido futbolísticamente como Fidel, es un futbolista español que juega de centrocampista en el C. D. Eldense de la Primera Federación.

## Trayectoria
Formado en la cantera del Zalamea C. F., Fidel Chaves llegó a la disciplina onubense de la mano de Pepe Rivera, quién le fichó en edad infantil. En sus primeros años, el joven Fidel tenía que ir a entrenar y a jugar los partidos llevándolo su padre desde su pueblo natal, La Dehesa de Riotinto. Ha vestido cuatro veces la elástica de la selección de Huelva en edad de alevín, infantil y cadete, y con la selección andaluza disputó el Campeonato de España sub-18.
Ha sido seguido por ojeadores de prestigiosas canteras de España como las del Sevilla F. C., Villarreal C. F. o R. C. D. Espanyol, llegando a recibir importantes ofertas que desechó porque prefirió seguir formándose en "casa".
El 13 de junio de 2009 fue desvinculado del Recreativo de Huelva. A pesar de ello, su empeño le permitió volver al filial onubense con la ayuda de Carlos Ríos, entrenador del filial y uno de sus grandes valedores. Su permanencia en el filial y, ante la plaga de lesiones que sufría el primer equipo, permitió que Raúl Agné apostase por él en 2010 y el joven canterano no defraudó, anotando dos goles en sus primeros tres partidos oficiales. Un tanto salvador cuando el equipo iba perdiendo a falta de 25 minutos desde su entrada, frente al Córdoba C. F. en la 37.ª jornada de Segunda División y otro, dos partidos después, frente al Albacete Balompié en la goleada 1-3 de su equipo en tierras manchegas.
El 12 de julio de 2012, el Elche C. F. hace oficial su fichaje por 3 temporadas.
El 9 de julio de 2014, el Córdoba Club de Fútbol hace oficial su cesión por parte del Elche C. F. para la temporada 2014-15.
Al terminar la misma y finalizado su contrato con el Elche C. F., el futbolista firma 2 temporadas con el Córdoba C. F., hasta el 30 de junio de 2017.
El 19 de julio de 2016, la U. D. Almería hace oficial su fichaje, uno de los jugadores más cotizados del mercado, una vez que ha llegado a un acuerdo con el propio futbolista y con el Córdoba Club de Fútbol, club del que procede y con el que tenía contrato en vigor. Firmó por cinco temporadas, hasta el 30 de junio de 2021.
En junio de 2018 rompió su contrato con el club almeriense fichando por la U. D. Las Palmas por tres temporadas. Al final de la primera de ellas rescindió su contrato y fichó por el Elche C. F. en Segunda División. Con el club ilicitano consiguió el ascenso a Primera División en dos ocasiones, en 2013 y en 2020.
El 1 de febrero de 2024, firma por el Albacete Balompié de la Segunda División de España, hasta junio de 2025.

## Clubes
| Club                     | País   | Año       | Partidos | Goles |
| ------------------------ | ------ | --------- | -------- | ----- |
| Recreativo de Huelva "B" | España | 2008-2010 | 55       | 3     |
| Recreativo de Huelva     | España | 2010-2012 | 59       | 6     |
| Elche C. F.              | España | 2012-2014 | 77       | 6     |
| Córdoba C. F. (cedido)   | España | 2014-2015 | 26       | 1     |
| Córdoba C. F.            | España | 2015-2016 | 42       | 11    |
| U. D. Almería            | España | 2016-2018 | 71       | 12    |
| U. D. Las Palmas         | España | 2018-2019 | 26       | 2     |
| Elche C. F.              | España | 2019-2024 | 159      | 25    |
| Albacete Balompié        | España | 2024-2025 | 49       | 4     |
| C. D. Eldense            | España | 2025-     |          |       |